# Jedlina-Zdrój
Jedlina-Zdrój, tyska: Bad Charlottenbrunn,  är en stad och kurort i sydvästra Polen, belägen i distriktet Powiat wałbrzyski i Nedre Schlesiens vojvodskap, 7 kilometer söder om staden Wałbrzych. Staden utgör administrativt en stadskommun, med 4 988 invånare i juni 2014.

## Sevärdheter
- Kurbadkomplexet från 1885.
- Jedlinkas slott, uppfört 1792, troligen efter ritningar av Carl Gotthard Langhans, ombyggt under 1800-talet.
- Olszyniecs bykyrka från 1535.

## Kommunikationer
Staden har en järnvägsstation på linjen mellan Kłodzko och Wałbrzych.